# Stardust Memories
Stardust Memories är en amerikansk långfilm från 1980. Filmen regisserades av Woody Allen, som även skrev filmmanuset.

## Handling
Den framgångsrike filmskaparen Sandy Bates, spelad av Woody Allen, upplever under en filmfestival, där hans egna filmer är tema, kärleken ur flera perspektiv. Han möter den unga och charmerande Daisy, samtidigt som han håller liv i relationen till Isobel och det ljuva minnet av före detta flickvännen Dorrie. Det är ett inte okomplicerat relationsdrama, och hans fans omger honom samtidigt, ifrågasättande värdet i hans nya filmkonst. Han konfronteras med sina cinematografiska resultat och relationer.

## Rollista (urval)
- Woody Allen - Sandy Bates
- Charlotte Rampling - Dorrie
- Jessica Harper - Daisy
- Marie-Christine Barrault - Isobel
- Tony Roberts - Tony
- Daniel Stern - Skådespelare